# ولیعصر (بدره)
ولیعصر، روستایی در دهستان دوستان بخش مرکزی شهرستان بدره در استان ایلام ایران است.این روستا، مرکز دهستان دوستان است.

## جمعیت
بر پایه سرشماری عمومی نفوس و مسکن در سال ۱۳۹۵، جمعیت این روستا برابر با ۱٬۹۳۱ نفر (۵۴۰ خانوار) بوده‌است.